# Gabriele Cioffi
Gabriele Cioffi (Firenze, 7 settembre 1975) è un allenatore di calcio ed ex calciatore italiano, di ruolo difensore.

## Caratteristiche tecniche

### Giocatore
Era un difensore centrale abile nei duelli aerei.

#### Allenatore
Allenatore che utilizza prevalentemente il 3-5-2 oppure la variante 3-5-1-1. Le principali caratteristiche dello stile di gioco sono la ricerca di verticalità e ampiezza. Inoltre ai calciatori richiede corsa e spirito di sacrificio.

## Carriera

### Giocatore

#### Gli esordi
Cresciuto nella Sestese, esordisce con la squadra di Sesto Fiorentino, città in cui è cresciuto, nel Campionato Nazionale Dilettanti nella stagione 1992-93 giocando, non ancora maggiorenne, le sue prime 3 partite in prima squadra. Nelle quattro stagioni disputate con la squadra toscana scende in campo in 77 occasioni, segnando 2 reti, anche se nella stagione 1995-96 rimane vittima di un infortunio al legamento crociato anteriore che lo tiene a lungo lontano dai campi di gioco.

#### Le prime stagioni da professionista
Nella stagione 1996-97 passa al Poggibonsi dove gioca 10 partite, salvo poi passare a gennaio al Marsala, dove esordirà da professionista in Serie C2, giocando 12 partite e mettendo a segno due gol.
Nelle stagioni successive gioca anche con lo Spezia (2 campionati, 55 presenze, 1 gol), col quale va vicino due volte alla promozione in serie C1, l'Arezzo (2 campionati, 19 presenze), col quale esordisce nella terza divisione italiana, ed il Taranto (1 campionato, 5 presenze).
In questi anni però non ha modo di esprimersi al meglio anche per colpa dei numerosi infortuni, tra i quali due occorsi ai legamenti crociati (prima al destro, poi al sinistro) che lo hanno costretto a lunghi e forzati stop.

#### Novara e Mantova
Dopo aver iniziato la preparazione alla stagione 2002-03 col Taranto, si trasferisce a settembre al Novara, dove al suo primo anno contribuisce con 30 presenze e 3 reti alla promozione in serie C1 della propria squadra. Con i piemontesi disputa, nelle due stagioni successive, altre 44 partite marcando 5 reti.
Nel gennaio 2005 passa al Mantova allenato da Di Carlo, dove, grazie alla sua determinazione, diventa subito un beniamino dei tifosi e nella sua prima stagione in biancorosso gioca 16 partite e segna 2 gol, conquistando con la squadra, tramite i play-off, la promozione in Serie B, categoria che da quelle parti mancava da 32 anni.
Esordisce nella serie cadetta il 4 settembre 2005 in occasione della partita Mantova-Arezzo, terminata 1-0 per i virgiliani. Nel corso della stagione regolare 2005-06 gioca come titolare fisso e totalizza 44 presenze e 4 reti, mettendosi in mostra come uno dei migliori difensori centrali del campionato e concludendo con la squadra il campionato al quarto posto, utile per disputare i play-off per la promozione in Serie A. Dopo aver sconfitto il Modena nelle semifinali, i biancorossi affrontano in finale il Torino, ma nonostante la vittoria dell'andata per 4-2, dove anche lo stesso Cioffi aveva segnato, la squadra non riesce ad ottenere la promozione perdendo nella gara di ritorno per 3-1 ai supplementari.

#### L'arrivo al Torino
Durante il calciomercato estivo del 2006 il Torino è alla ricerca di un rinforzo per la difesa, e memore anche delle ottime prestazioni di Cioffi nella finale dei play-off della stagione appena conclusasi, decide di ingaggiare il difensore fiorentino, svincolatosi dal Mantova dopo la scadenza del contratto.
Dopo le prime cinque partite trascorse come riserva, l'allenatore Zaccheroni lo fa esordire in Serie A il 15 ottobre 2006, all'età di 31 anni, schierandolo dal primo minuto nella partita casalinga vinta dai granata per 1-0 contro il ChievoVerona, che corrisponde anche alla prima vittoria per la squadra in questa stagione. Guadagnatosi la fiducia del suo tecnico, diventa titolare della squadra piemontese e il 23 dicembre segna anche il suo primo gol nella massima serie nella partita esterna contro il Livorno (terminata col punteggio di 1-1). Finisce la stagione collezionando complessivamente 18 presenze in campionato e due in Coppa Italia

#### Ultimi anni
Dopo un'annata in maglia granata, il club di Torino decide di cedere a titolo definitivo il cartellino di Cioffi all'Ascoli in cambio dell'intero cartellino dell'attaccante croato Saša Bjelanović acquistato dal Torino in comproprietà dall'Ascoli nel giugno dello stesso anno.
Dopo essere rimasto senza squadra per metà stagione, nel gennaio 2010 passa a parametro zero all'AlbinoLeffe dove ha collezionato diciotto presenze su 21 partite ed una rete nella vittoriosa trasferta di Empoli.
Nella stagione agonistica 2010-11 si accasa a parametro zero al Carpi, militante in Lega Pro Seconda Divisione, ottenendo la promozione in Lega Pro Prima Divisione. Il 6 luglio 2011 rinnova il contratto col Carpi fino al 30 giugno 2013. Nella stagione 2011-2012 diventa capitano della squadra e il 4 settembre 2011, durante la prima giornata di campionato, segna il gol del 4-0 contro la Tritium. Si ripete poi nella 9ª giornata nel derby con la Reggiana conclusa per 3-1 a favore dei biancorossi. Al termine della stagione il Carpi finisce al 3º posto una grande stagione e partecipa ai play-off per la B, dove arriva in finale, battendo il Sorrento grazie al miglior piazzamento in classifica, salvo poi perdere la finale con la Pro Vercelli in casa per 1-3 dopo lo 0-0 dell'andata.

### Allenatore

#### Gli inizi
Il 1º luglio 2012 decide di chiudere la carriera da calciatore e l'11 luglio seguente diventa il vice allenatore proprio nel Carpi. Il 19 febbraio viene esonerato assieme al tecnico Tacchini, sorprendentemente da quarto in classifica con una squadra costruita per la zona play-off. Il 6 luglio successivo viene scelto dal Gavorrano come nuovo tecnico, ma il 4 novembre seguente viene esonerato per divergenze di obiettivi con la società.
Dopo due anni di assenza dal calcio italiano, dove lavora in Australia come tecnico delle giovanili per l'Eastern United di Adelaide e collabora con l'Aston Villa come direttore tecnico dei centri estivi organizzati in Italia, torna ad allenare il 9 novembre 2015, diventando il nuovo mister della formazione Berretti del Südtirol, in sostituzione del dimissionario Marco Bertoncini. Il 10 dicembre risolve consensualmente il contratto con il club, per sottoscrivere un accordo con l'Al-Jazira, club di Abu Dhabi, come assistente di Henk ten Cate. Il club emiratino si risolleva dalle ultime posizioni della classifica, raggiungendo una comoda salvezza, e dopo 12 anni di assenza conquista la fase a gironi della Champions League asiatica vincendo la Coppa del Presidente degli Emirati Arabi Uniti, che mancava al club da ben undici anni.
Il 14 dicembre 2016 viene ingaggiato dal Birmingham City, nella Championship inglese, come collaboratore del mister Gianfranco Zola. Dopo le dimissioni del tecnico a due giornate dalla fine, lascia il club con tutto il resto dello staff.
Nel dicembre del 2017 firma come assistente per l'Al Dhafra, team di Abu Dhabi, invischiato nella zona retrocessione. Grazie anche al suo lavoro, la squadra si salva e fa esordire diversi giovani calciatori.
Dal 2018 allena il Crawley Town in quarta serie inglese, salvandolo nella prima stagione e programmando la successiva con la firma di diversi giovani calciatori svincolati dal Birmingham City oppure in prestito dal medesimo club. Il 3 ottobre di quell'anno ottiene l'abilitazione da allenatore di prima categoria. Confermato anche nella stagione successiva, è il primo allenatore nella storia del club a vincere al suo debutto casalingo e il primo a battere una squadra di Premier League nella English Football League Cup, eguagliando il miglior risultato del club (quarto turno). Allo stesso modo eguaglia il miglior posizionamento della storia del club nella FA Cup, raggiungendo il secondo turno. Porta la squadra in una posizione stabile di alta classifica, cosa che non accadeva da anni al club e valorizza molte giovani promesse provenienti dal calcio dilettantistico inglese. Il 4 dicembre 2019, dopo una serie di risultati deludenti nel mese di novembre, anche a causa di infortuni traumatici di ben quattro titolari, risolve consensualmente il contratto con il club.

#### Udinese e Verona
Il 6 settembre 2020 accetta l'offerta dell'Udinese come vice dell'allenatore Luca Gotti. L'8 dicembre 2021 viene nominato allenatore ad interim dei friulani, in seguito all'esonero dello stesso Gotti, che lascia la squadra al 14º posto in classifica con 16 punti raccolti in altrettante partite. Tre giorni dopo pareggia con il Milan per 1-1, venendo confermato in panchina fino al termine della stagione. Il 14 dicembre successivo si qualifica ai sedicesimi di Coppa Italia battendo il Crotone per 4-0 (verrà poi eliminato agli ottavi dalla Lazio dopo i tempi supplementari). Termina la stagione al 12º posto con 47 punti, 31 dei quali collezionati nelle 22 partite della sua gestione. Il 23 maggio 2022 viene annunciato che, per sua scelta, il contratto con i bianconeri non verrà rinnovato.
Il 14 giugno 2022 viene ufficializzato il suo ingaggio da parte del Verona. Tuttavia già l'11 ottobre, con la squadra al terzultimo posto con 5 punti dopo 9 partite, viene sollevato dall'incarico.

#### Ritorno all'Udinese
Il 25 ottobre 2023 fa ritorno all'Udinese, sostituendo l'esonerato Andrea Sottil. Dopo il pareggio con il Monza al debutto (1-1), il 2 novembre viene eliminato ai sedicesimi di Coppa Italia per mano del Cagliari (1-2) e tre giorni dopo riesce ad ottenere la prima vittoria stagionale contro il Milan a San Siro (0-1).
Il 22 aprile 2024, all'indomani della sconfitta contro il Verona e con la squadra al quartultimo posto, viene esonerato.

## Statistiche

### Presenze e reti nei club
| Stagione        | Squadra         | Campionato      | Campionato | Campionato | Coppe nazionali | Coppe nazionali | Coppe nazionali | Totale | Totale |
| Stagione        | Squadra         | Comp            | Pres       | Reti       | Comp            | Pres            | Reti            | Pres   | Reti   |
| --------------- | --------------- | --------------- | ---------- | ---------- | --------------- | --------------- | --------------- | ------ | ------ |
| 1992-1993       | Sestese         | CND             | 3          | 0          | CI-D            | ?               | ?               | 3+     | 0+     |
| 1993-1994       | Sestese         | CND             | 32         | 0          | CI-D            | ?               | ?               | 32+    | 0+     |
| 1994-1995       | Sestese         | CND             | 30         | 2          | CI-D            | ?               | ?               | 30+    | 2+     |
| 1995-1996       | Sestese         | CND             | 12         | 0          | CI-D            | ?               | ?               | 12+    | 0+     |
| Totale Sestese  | Totale Sestese  | Totale Sestese  | 77         | 2          |                 | ?               | ?               | 77+    | 2+     |
| 1996-gen. 1997  | Poggibonsi      | CND             | 10         | 0          | CI-D            | ?               | ?               | 10+    | 0+     |
| gen.-giu. 1997  | Marsala         | C2              | 12         | 2          | CI-C            | ?               | ?               | 12+    | 2+     |
| 1997-1998       | Spezia          | C2              | 31         | 1          | CI-C            | ?               | ?               | 31+    | 1+     |
| 1998-1999       | Spezia          | C2              | 24         | 0          | CI-C            | ?               | ?               | 24+    | 1+     |
| Totale Spezia   | Totale Spezia   | Totale Spezia   | 56         | 1          |                 | ?               | ?               | 56+    | 1+     |
| 1999-2000       | Arezzo          | C1              | 19         | 0          | CI-C            | ?               | ?               | 19+    | 0+     |
| 2000-2001       | Arezzo          | C1              | 2          | 0          | CI-C            | ?               | ?               | 2+     | 0+     |
| Totale Arezzo   | Totale Arezzo   | Totale Arezzo   | 21         | 0          |                 | ?               | ?               | 21+    | 0+     |
| 2001-2002       | Taranto         | C1              | 3+1        | 0+0        | CI+CI-C         | 0+?             | 0+?             | 4      | 0      |
| 2002-2003       | Novara          | C2              | 30         | 3          | CI-C            | ?               | ?               | 30+    | 3+     |
| 2003-2004       | Novara          | C1              | 26         | 2          | CI-C            | ?               | ?               | 26+    | 2+     |
| 2004-gen. 2005  | Novara          | C1              | 18         | 1          | CI-C            | ?               | ?               | 18+    | 1+     |
| Totale Novara   | Totale Novara   | Totale Novara   | 74         | 8          |                 | ?               | ?               | 74+    | 8+     |
| gen.-giu. 2005  | Mantova         | C1              | 12+4       | 1+1        | CI-C            | ?               | ?               | 16+    | 2+     |
| 2005-2006       | Mantova         | B               | 40+4       | 4+1        | CI              | 1               | 0               | 45     | 5      |
| Totale Mantova  | Totale Mantova  | Totale Mantova  | 60         | 7          |                 | ?               | ?               | 1+     | 0+     |
| 2006-2007       | Torino          | A               | 18         | 1          | CI              | 2               | 0               | 20     | 1      |
| 2007-2008       | Ascoli          | B               | 22         | 2          | CI              | 1               | 0               | 23     | 1      |
| 2008-2009       | Ascoli          | B               | 17         | 1          | CI              | 2               | 0               | 19     | 1      |
| Totale Ascoli   | Totale Ascoli   | Totale Ascoli   | 39         | 3          |                 | 3               | 0               | 42     | 3      |
| gen.-giu. 2010  | AlbinoLeffe     | B               | 18         | 1          | CI              | -               | -               | 18     | 1      |
| 2010-2011       | Carpi           | LP2             | 26         | 3          | CI+CI-LP        | ?+?             | ?+?             | 26+    | 3+     |
| 2011-2012       | Carpi           | LP1             | 26+4       | 3+0        | CI+CI-LP        | 2+?             | 0+?             | 32+    | 3+     |
| Totale Carpi    | Totale Carpi    | Totale Carpi    | 56         | 6          |                 | 2+              | 0+              | 58+    | 6+     |
| Totale carriera | Totale carriera | Totale carriera | 445        | 29         |                 | 8+              | 0+              | 453+   | 29+    |

### Statistiche da allenatore
Statistiche aggiornate al 22 aprile 2024.
| Stagione            | Squadra             | Campionato          | Campionato | Campionato | Campionato | Campionato | Coppe nazionali | Coppe nazionali | Coppe nazionali | Coppe nazionali | Coppe nazionali | Coppe continentali | Coppe continentali | Coppe continentali | Coppe continentali | Coppe continentali | Altre coppe | Altre coppe | Altre coppe | Altre coppe | Altre coppe | Totale | Totale | Totale | Totale | % Vittorie | Piazzamento |
| Stagione            | Squadra             | Comp                | G          | V          | N          | P          | Comp            | G               | V               | N               | P               | Comp               | G                  | V                  | N                  | P                  | Comp        | G           | V           | N           | P           | G      | V      | N      | P      | %          | Piazzamento |
| ------------------- | ------------------- | ------------------- | ---------- | ---------- | ---------- | ---------- | --------------- | --------------- | --------------- | --------------- | --------------- | ------------------ | ------------------ | ------------------ | ------------------ | ------------------ | ----------- | ----------- | ----------- | ----------- | ----------- | ------ | ------ | ------ | ------ | ---------- | ----------- |
| lug.-nov. 2013      | Gavorrano           | 2D                  | 10         | 1          | 5          | 4          | CI-LP           | 3               | 1               | 0               | 2               | -                  | -                  | -                  | -                  | -                  | -           | -           | -           | -           | -           | 13     | 2      | 5      | 6      | 15,38      | Eson.       |
| set. 2018-2019      | Crawley Town        | FL2                 | 40         | 13         | 7          | 20         | FACup+CdL       | 2+0             | 0               | 1               | 1               | -                  | -                  | -                  | -                  | -                  | FLT         | 2           | 0           | 0           | 2           | 44     | 13     | 8      | 23     | 29,55      | Sub., 19º   |
| lug.-dic. 2019      | Crawley Town        | FL2                 | 19         | 5          | 6          | 8          | FACup+CdL       | 2+4             | 1+2             | 0+1             | 1+1             | -                  | -                  | -                  | -                  | -                  | FLT         | 3           | 0           | 0           | 3           | 28     | 8      | 7      | 13     | 28,57      | Risoluz.    |
| Totale Crawley Town | Totale Crawley Town | Totale Crawley Town | 59         | 18         | 13         | 28         |                 | 8               | 3               | 2               | 3               |                    | -                  | -                  | -                  | -                  |             | 5           | 0           | 0           | 5           | 72     | 21     | 15     | 36     | 29,17      |             |
| dic. 2021-2022      | Udinese             | A                   | 22         | 8          | 7          | 7          | CI              | 2               | 1               | 0               | 1               | -                  | -                  | -                  | -                  | -                  | -           | -           | -           | -           | -           | 24     | 9      | 7      | 8      | 37,50      | Sub., 12º   |
| lug.-ott. 2022      | Verona              | A                   | 9          | 1          | 2          | 6          | CI              | 1               | 0               | 0               | 1               | -                  | -                  | -                  | -                  | -                  | -           | -           | -           | -           | -           | 10     | 1      | 2      | 7      | 10,00      | Eson.       |
| ott. 2023-apr. 2024 | Udinese             | A                   | 23         | 4          | 10         | 9          | CI              | 1               | 0               | 0               | 1               | -                  | -                  | -                  | -                  | -                  | -           | -           | -           | -           | -           | 24     | 4      | 10     | 10     | 16,67      | Sub., Eson. |
| Totale Udinese      | Totale Udinese      | Totale Udinese      | 45         | 12         | 17         | 16         |                 | 3               | 1               | 0               | 2               |                    | -                  | -                  | -                  | -                  |             | -           | -           | -           | -           | 48     | 13     | 17     | 18     | 27,08      |             |
| Totale carriera     | Totale carriera     | Totale carriera     | 123        | 32         | 37         | 54         |                 | 15              | 5               | 2               | 8               |                    | -                  | -                  | -                  | -                  |             | 5           | 0           | 0           | 5           | 143    | 37     | 39     | 67     | 25,87      |             |

## Palmarès

### Giocatore
- Lega Pro Seconda Divisione: 1

Carpi: 2010-2011 (girone C)